# Jaime de Barros Câmara

Erzbischof Jaime de Barros Câmara (Portraitfoto 1943)

Kardinalswappen

Jaime Kardinal de Barros Câmara (* 3. Juli 1894 in São José; † 18. Februar 1971 in Aparecida) war Erzbischof von São Sebastião do Rio de Janeiro und Teilnehmer aller Sitzungsperioden des Zweiten Vatikanischen Konzils.

## Leben

### Jugend und frühe Jahre des Priestertums
Das zweite legitime Kind aus der Ehe des Sachbearbeiters für Waisen Joaquim Xavier de Oliveira, geboren 1856 in San José, und Anna Barros de Carvalho, geboren 1864 in Salvador da Bahia, trat in das Seminar in São Leopoldo ein. Er war in männlicher Linie Nachkomme João Gonçalves Zarcos, des Wiederentdeckers der Insel Madeira.
Der Bischof von Santa Catarina, Joaquim Domingues de Oliveira, spendete ihm am 1. Januar 1920 das Sakrament der Priesterweihe. Er war Regens des Seminars Nossa Senhora de Lourdes Azambuja-Brusque und Rektor des Heiligtums Santuário de Nossa Senhora do Caravaggio de Azambuja von 1927 bis 1936. Papst Pius XI. ernannte ihn am 18. April 1935 zum Kaplan Seiner Heiligkeit.

### Bischof
Papst Pius XI. ernannte ihn am 19. Dezember 1935 zum ersten Bischof des neuerrichteten Bistums Mossoró. Der Erzbischof von Florianópolis, Joaquim Domingues de Oliveira, spendete ihm am 2. Februar des nächsten Jahres in Florianópolis die Bischofsweihe; Mitkonsekratoren waren Pio de Freitas Silveira CM, Bischof von Joinville, und Daniel Henrique Hostin OFM, Bischof von Lages. Als Wahlspruch wählte er Ignem Veni Mittere.
Am 15. September 1941 wurde er zum Erzbischof von Belém do Pará ernannt und am 1. Januar des folgenden Jahres in das Amt eingeführt. Während seiner Amtszeit förderte er die Reform des Studiums im Seminar. Am 3. Juli 1943 wurde er zum Erzbischof von São Sebastião do Rio de Janeiro ernannt und am 15. September desselben Jahres in das Amt eingeführt. Er unterstützte die Errichtung ostkirchlicher Gemeinden in Brasilien, z. B. durch die Errichtung der Kirche Igreja de São Basílio (Melkitische Griechisch-katholische Kirche).
Am 6. November 1950 ernannte ihn Papst Pius XII. zum ersten Erzbischof des mit gleichem Datum errichteten Brasilianischen Militärordinariats. Dieses Amt übte er bis zur Berufung seines Nachfolgers am 9. November 1963 aus.

### Kardinal
Papst Pius XII. nahm ihn am 18. Februar 1946 als Kardinalpriester in das Kardinalskollegium auf. Am 22. Februar desselben Jahres wies ihm der Papst die Titelkirche Santi Bonifacio e Alessio zu. Er war päpstlicher Legat beim Nationalen Eucharistischen Kongress in Porto Alegre im Oktober 1948 und nahm am Inter-Amerikanischen Kongress der Vereinigung des katholischen Bildungswesens in Rio de Janeiro 1951 und am Nationalen Eucharistischen Kongress in Curitiba im März 1960 teil. Er nahm 1958 und 1963 an den Konklaven, die Johannes XXIII. und Paul VI. wählten, teil.